# 17063 Папалойзо
17063 Папалойзо (17063 Papaloizou) — астероїд головного поясу, відкритий 15 квітня 1999 року.
Тіссеранів параметр щодо Юпітера — 3,558.